# 하파에우 지아스 벨롤리
하파에우 지아스 벨롤리(포르투갈어: Raphael Dias Belloli, 1996년 12월 14일 ~ )는 하피냐(포르투갈어: Raphinha)라고 불리는 브라질 출신의 축구 선수이며, 현재 바르셀로나와 브라질 축구 국가대표팀에서 활약하고 있다. 포지션은 윙어이다.

## 초기 인생
하피냐는 브라질 포르투 알레그레(Porto Alegre)에서 태어나 도심에서 멀리 떨어진 빈민가인 레스팅가(Restinga)에서 자랐다. 그의 아버지는 직업적인 음악가였다. 그는 부모님, 남동생 및 애완 동물과 침실을 공유한다고 설명하는 어려운 양육을 받았다. 여행 비용을 지불하기 위해 고군분투하고 음식을 구걸해야 하는 지점에서. 그는 부분적인 이탈리아 혈통이다.
7세 때, 그는 선수와 아버지와 삼촌의 관계로 인해 호나우지뉴의 생일 파티에 참석했다. 그들은 그 이후로 여러 번 만났고 지속적인 우정을 발전시켰다.
프로 축구 경력을 시작하기 전에 하피냐는 18세까지 바르제아 토너먼트에 참가했다. 그는 이 토너먼트를 아카데미 수준 아래에서 모든 잠재 선수가 참여할 수 있는 "독립적인 경기 및 토너먼트 네트워크"라고 설명한다. 이 토너먼트의 경기는 경기 전 탈의실 근처에서 상대팀 선수들을 괴롭히는 홈팬들, 총소리, 먼지와 모래가 있는 진흙 구장, 무더위, 네트 대신 기둥, 턱받이 부족으로 셔츠를 벗은 팀 등 가혹한 조건에서 진행된다.
그는 브루누 페르난드스(Bruno Fernandes)가 스포르팅 리스본(Sporting CP)에서 팀 동료가 되기 전부터 오랜 친구 관계를 유지하고 있다. 하피냐에 따르면, 브루누 페르난드스는 그와 그의 축구 경력에 큰 도움이 되었다. 리즈 유나이티드에 합류하기 전 페르난데스는 라피냐에게 그의 스타일이 (프리미어 리그와 관련하여) "리그에 적합"할 것이라고 말했다.

## 클럽팀 경력

### 아바이 FC
인테르나시오나우과 그레미우에서 실패한 후, 하피냐는 잉비투바에서 유소년 축구 선수로 경력을 시작했으며 나중에 아바이에 의해 스카우트되었다. 18세의 하피냐는 2014년 Campeonato Brasileiro Série A에서 아바이의 20세 이하 팀에서 경력을 시작하였다. 부상을 당한 후, 그는 스쿼드에 들지 못했지만 혼자서 훈련을 계속했다. 많은 브라질 최고의 클럽에서 라피냐에 대한 관심이 높아졌음에도 불구하고, 아바이는 2016년까지 그를 붙잡아두었고, 그곳에서 그는 Copa São Paulo de Futebol Júnior에서 깊은 인상을 받았다.

### 비토리아 기마랑이스
2016년 2월 2일, 라피냐는 코파 상파울루 데 푸테볼 주니어에서 그의 에이전시인 D20 스포츠와 계약하고 비토리아로의 이적을 주선한 코파 상파울루 데 푸테볼 주니어에서 포르투갈의 비토리아 기마랑에스로 이적했다.[5][7] 그는 2016년 3월 13일 파수스 드 페헤이라와의 경기에서 Vimaranenses에 데뷔했다.[8] 그는 2016년 8월 20일 C.S. 마리티모를 상대로 클럽 첫 골을 기록했다.[9] 그는 2017년 9월 14일 레드불 잘츠부르크와의 UEFA 유로파리그 2017-18 경기에서 첫 출전을 했다.[9] 그는 2017년 Vitória Guimarães Breakthrough Player of the Year를 수상했다.[10] 그는 비토리아 기마랑이스에서 2017-18 프리메이라 리가 시즌 동안 43경기(모든 대회)에서 18골을 기록했다.[4]

### 스포르팅 리스본
2018년 5월, 그는 2019년까지 포르투갈 클럽인 스포르팅 리스본으로 이적했다.[11] 그는 8월 12일 모레이렌스와의 경기에서 데뷔전을 치렀다. 그는 2018년 9월 20일 UEFA 유로파 리그 2018-19에서 2-0 승리를 거둔 FK 카라바흐와의 경기에서 클럽 첫 골을 기록했다. 하피냐는 2018-19 타사 다 리가(리그컵) 우승팀의 일원이었고, 2018-19 타사 드 포르투갈 우승도 포르투와의 승부차기 승리에서 페널티킥을 기록했다.

### 스타드 렌
그는 2019년에 프랑스 클럽인 스타드 렌과 약 €2100만(이천일백만) 유로의 이적료로 계약했으며 클럽의 기록적인 계약이었다. 그는 2020년 10월 4일 랭스와의 2020-21 리그 1 경기에서 클럽의 마지막 경기에서 득점 및 도움을 얻었다. 그는 2019-20 리그 1 시즌 동안 렌이 3위를 하고 UEFA 챔피언스 리그 2020-21에 진출하도록 도왔다.

### 리즈 유나이티드

#### 2020-21 시즌
2020년 10월 5일, 그는 1,700만 파운드 또는 약 2,000만 유로로 보고된 비공개 이적료로 4년 계약으로 리즈 유나이티드에 합류했다. 2020년 10월 19일, 그는 울버햄프턴 원더러스에게 1-0으로 패한 경기에서 후반 교체 선수로 데뷔했다. 그의 완전한 데뷔는 2020년 11월 22일 아스날의 홈에서였다. 2020년 11월 28일, 라피냐는 에버튼을 상대로 1-0 승리를 거둔 경기에서 리즈의 첫 골을 기록했다. 그의 결승골은 리즈의 구디슨 파크에서의 첫 번째 프리미어 리그 우승과 1990년 이후 에버튼에서의 첫 리그 우승을 확보했다. 그리고 그는 리그 경기에서 모두 6골로 시즌을 마쳤다.

#### 2021–22 시즌
라피냐는 2021년 8월 21일, 리즈의 첫 홈 경기에서 페널티 에어리어 바로 안쪽에서 72분 동점골을 터트려 2-2로 지명된 에버튼과의 경기에서 시즌 첫 골을 득점했다.[23] 프리미어 리그의 8월 이달의 골 중 하나로 선정되었다.

## 국가대표 경력
2021년 8월, 하피냐는 칠레, 아르헨티나, 페루와의 월드컵 예선을 위해 브라질 대표로 소집되었다.
2021년 10월 7일, 하피냐는 3-1 역전승을 거둔 베네수엘라와의 경기에서 전반전에 교체 투입되어 국가대표팀에 정식 데뷔했다. 그는 2골을 도우며 경기장에서 45분 만에 페널티킥을 획득하여 스포츠 전문가와 팬들의 찬사를 받았다.
그의 세 번째 출전이자 첫 선발 출전에서 그는 우루과이와의 예선 경기에서 첫 두 골을 기록했다.

## 경력 통계

### 프로축구팀
2025. 5. 25  기준
| 프로축구팀            | 시즌    | 리그 | 리그 | 축구협회컵 | 축구협회컵 | 리그컵 | 리그컵 | 대륙 대회 | 대륙 대회 | 기타 | 기타 | 합계 | 합계 |
| 프로축구팀            | 시즌    | 출전 | 득점 | 출전       | 득점       | 출전   | 득점   | 출전      | 득점      | 출전 | 득점 | 출전 | 득점 |
| --------------------- | ------- | ---- | ---- | ---------- | ---------- | ------ | ------ | --------- | --------- | ---- | ---- | ---- | ---- |
| 아바이                | 2015    | 0    | 0    | 0          | 0          | —      | —      | —         | —         | 0    | 0    | 0    | 0    |
| 비토리아 기마랑이스 B | 2015-16 | 16   | 5    | —          | —          | —      | —      | —         | —         | —    | —    | 16   | 5    |
| 비토리아 기마랑이스   | 2015–16 | 1    | 0    | —          | —          | —      | —      | —         | —         | —    | —    | 1    | 0    |
| 비토리아 기마랑이스   | 2016-17 | 32   | 4    | 7          | 0          | 2      | 0      | —         | —         | —    | —    | 41   | 4    |
| 비토리아 기마랑이스   | 2017-18 | 32   | 15   | 1          | 1          | 3      | 1      | 6         | 0         | 1    | 1    | 43   | 18   |
| 비토리아 기마랑이스   | 합계    | 65   | 19   | 8          | 1          | 5      | 1      | 6         | 0         | 1    | 1    | 85   | 22   |
| 스포르팅 리스본       | 2018-19 | 24   | 4    | 4          | 0          | 4      | 2      | 4         | 1         | —    | —    | 36   | 7    |
| 스포르팅 리스본       | 2019-20 | 4    | 2    | 0          | 0          | 0      | 0      | 0         | 0         | 1    | 0    | 5    | 2    |
| 스포르팅 리스본       | 합계    | 28   | 6    | 4          | 0          | 4      | 2      | 4         | 1         | 1    | 0    | 41   | 9    |
| 스타드 렌             | 2019-20 | 22   | 5    | 3          | 2          | 1      | 0      | 4         | 0         | 0    | 0    | 30   | 7    |
| 스타드 렌             | 2020-21 | 6    | 1    | 0          | 0          | —      | —      | 0         | 0         | —    | —    | 6    | 1    |
| 스타드 렌             | 합계    | 28   | 6    | 3          | 2          | 1      | 0      | 4         | 0         | 0    | 0    | 36   | 8    |
| 리즈 유나이티드       | 2020-21 | 30   | 6    | 1          | 0          |        |        | —         | —         | —    | —    | 31   | 6    |
| 리즈 유나이티드       | 2021-22 | 19   | 8    | 1          | 0          |        |        | —         | —         | —    | —    | 20   | 8    |
| 리즈 유나이티드       | 합계    | 49   | 14   | 2          | 0          |        |        | 0         | 0         | 0    | 0    | 51   | 14   |
| 바르셀로나            | 2022-23 | 36   | 7    | 5          | 2          |        |        | 7         | 1         | 2    | 0    | 50   | 10   |
| 바르셀로나            | 2023-24 | 28   | 6    | 1          | 1          |        |        | 7         | 3         | 1    | 0    | 37   | 10   |
| 바르셀로나            | 2024-25 | 36   | 18   | 5          | 1          |        |        | 14        | 13        | 2    | 2    | 57   | 34   |
| 바르셀로나            | 합계    | 84   | 24   | 7          | 4          |        |        | 21        | 12        | 5    | 2    | 117  | 42   |

### 국가대표팀 경력
2024. 11. 19  기준
| 브라질 | 브라질 | 브라질 |
| 연도   | 참가수 | 골     |
| ------ | ------ | ------ |
| 2021   | 5      | 2      |
| 2022   | 11     | 3      |
| 2023   | 4      | 1      |
| 2024   | 11     | 4      |
| 합계   | 31     | 10     |

Scores and results list Brazil's goal tally first.
| No. | Date            | Venue                             | Cap | Opponent | Score | Result | Competition                       |
| --- | --------------- | --------------------------------- | --- | -------- | ----- | ------ | --------------------------------- |
| 1.  | 14 October 2021 | Arena da Amazônia, Manaus, Brazil | 3   | 우루과이 | 2–0   | 4–1    | 2022 FIFA World Cup qualification |
| 2.  | 14 October 2021 | Arena da Amazônia, Manaus, Brazil | 3   | 우루과이 | 3–0   | 4–1    | 2022 FIFA World Cup qualification |

## 수상

### 클럽

#### 스포르팅 CP
- 타사 드 포르투갈 : 2018–19
- 타사 다 리가: 2018–19[4]

#### 바르셀로나
- 라리가 : 2022-23, 2024-25
- 국왕컵 : 2024-25
- 수페르코파 데 에스파냐 : 2023, 2025

### 개인
- 비토리아 기마랑이스 올해의 도약 : 2017[5]
- 코파 아메리카 토너먼트의 팀 : 2024
- 라리가 올해의 선수 : 2024-25
- 라리가 시즌의 팀 : 2024-25
- 라리가 이 달의 선수 : 24년 8월
- UEFA 챔피언스리그 득점왕 : 2024-25
- UEFA 챔피언스리그 도움왕 : 2024-25
- UEFA 챔피언스리그 시즌의 팀 : 2024-25
- 수페르코파 데 에스파냐 최우수 선수 : 2025
- 디 애슬레틱 유럽 올해의 선수 : 2024-25

#### 참조주
1. ↑  “2020/21 Premier League squads confirmed”. Premier League. 2020년 10월 20일. 2020년 10월 24일에 확인함.
2. ↑  하파에우 지아스 벨롤리 프로필 - 사커웨이
3. ↑  하파에우 지아스 벨롤리 - ForaDeJogo
4. ↑  “Penalties smile on Sporting again as Lions retain Taça da Liga crown”. PortuGOAL.net. 2019년 1월 26일. 2018년 1월 27일에 확인함.
5. ↑  “Brasileiro conquista prêmio inédito de revelação em Portugal” [Brazilian wins unprecedented award for revelation in Portugal] (포르투갈어). Terra. 2017년 12월 7일. 2018년 1월 4일에 확인함.